# ジョン・トランブル・スウィフト
ジョン・トランブル・スウィフト（John Trumbull Swift、1861年4月3日 - 1928年8月13日）は、明治時代に来日したアメリカ合衆国の教育者である。

## 経歴・人物
コネチカット州コルチェスター出身。イェール大学卒業後、コロンビア大学で法律学を学ぶ。明治21年（1888年）に母国の大学卒業生を対象の日本の中学校の英語教師として来日した。
その後一旦帰国し、翌明治22年（1889年）に再来日。YMCA国際委員を務め、東京の神田美土代町に東京YMCA会館の建設に携わった。日本におけるYMCA運動の活性化に貢献した。9年後の明治31年（1898年）にYMCAを退職し再度の帰国を挟み、3度目の来日で東京高等師範学校や東京帝国大学、東京商科大学で英語や英文学の教鞭を執った。
昭和3年（1928年）東京で死去。死去する年に『英語青年69』を著した。